# 竹沢泰子
竹沢 泰子（たけざわ やすこ）は、日本の文化人類学者、関西外国語大学国際文化研究所長、京都大学名誉教授、カリフォルニア大学ロサンゼルス校ポール・I・テラサキ基金チェア兼教授。専門は、人種・人種主義、エスニシティ研究、移民研究。個別研究の対象は主としてアメリカ合衆国と日本。同時に、環大西洋中心の欧米の人種理論をグローバルな視点から相対化する国際共同研究を主宰している。海外での出版物や教歴も多く、関連領域では国際的認知度の高い日本の研究者である。現在の主たる役職に、日本学術会議会員、日本移民学会理事、日本アメリカ学会理事、Ethnic and Racial Studies理事、アメリカ研究振興財団評議員、日立財団評議員など。

## 経歴[1]
- 神戸市出身。筑波大学比較文化学類卒業（在学中に、文部省奨学生として米国カンザス大学に一年間留学 ）
- フルブライト・プログラム奨学生としてワシントン大学大学院人類学研究科に進学。
- ワシントン大学大学院人類学研究科修士課程修了（M.A.）
- 筑波大学大学院地域研究研究科修士課程修了（国際学修士）
- ワシントン大学大学院人類学研究科博士課程修了（Ph.D.）。
- カリフォルニア大学サンタバーバラ校アジア系アメリカ研究科講師、筑波大学国際関係学類・社会科学系助教授、京都大学人文科学研究所助教授を経て、2005年より同教授、2023年退職。2023年より関西外国語大学国際文化研究所教授、京都大学名誉教授。
- 京都大学理事補（渉外担当, 2010-2013）、京都大学総長補佐(2008-2010,2013-2014)。
- 現在：日本移民学会会長、日本アメリカ学会理事、日本文化人類学会会員、アメリカ人類学会会員、アメリカ社会学会会員、Ethnic and Racial Studies理事、日本学術会議会員など。
- 海外での教歴・研究歴等：フランス国立社会科学高等研究院（EHESS）客員教授、カリフォルニア大学ロサンゼルス校ポール・I・テラサキ基金チェア兼教授、ハイデルベルグ大学大学院トランスカルチュラル・スタディーズ学科ゲストレクチャラー、マサチューセッツ工科大学(MIT)人類学科客員教授、カリフォルニア大学サンタバーバラ校アジア系アメリカ研究科講師、ワシントン大学人類学科協力教員、コロンビア大学社会福祉学部科学研究員、マサチューセッツ工科大学(MIT)客員教授、ワシントン大学協力教授、ハーバード大学人類学科客員研究員、同大学ライシャワー研究所客員研究員、カリフォルニア大学ロサンゼルス校(UCLA)人類学科客員研究員, カリフォルニア大学サンタバーバラ校(UCSB)社会学科客員研究員など。
- その他の経歴：日本移民学会会長、日本アメリカ学会副会長、文科省科学技術・学術審議会専門委員 竹本直一ＩＴ政策担当大臣懇談会「ニューノーマル時代のＩＴの活用」委員など。

- 科学研究費基盤(S)「人種表象の日本型グローバル研究」研究代表（2010-2015）、
- 科学研究費基盤(S)「人種化のプロセスとメカニズムに関する複合的研究」研究代表（2016-2021）、
- 挑戦的研究(開拓)「人間の「ちがい」と差別に関する人類学的研究」研究代表（2024-2027）。

## 著書[2]
1. 『日系アメリカ人のエスニシティ: 強制収容と補償運動による変遷』東京大学出版会、1994（澁澤賞受賞[3]）
2. 『新装版 日系アメリカ人のエスニシティ―強制収容と補償運動による変遷』 東京大学出版会、2017.
3. Breaking the Silence: Redress and Japanese American Ethnicity. Cornel University Press, 1995.（アメリカ人類学会ヴィクター・ターナー賞最終候補）
4. 『アメリカの人種主義──カテゴリー／アイデンティティの形成と転換』名古屋大学出版会、2023.

## 編著・共編著[2]
1. 『人種主義と反人種主義:越境と転換』（竹沢泰子、ジャン＝フレデリック・ショブ編）京都大学学術出版会、2022.
2. Race and Migration in the Transpacific (Yasuko Takezawa and Akio Tanabe eds.), London: Routledge, In press.
3. 『百花繚乱ーひょうごの多文化共生 150年のあゆみ』（竹沢泰子・樋口大佑・兵庫県国際交流協会編）、兵庫県制150年記念刊行事業、神戸新聞総合印刷、2021。
4. 『環太平洋地域の移動と人種―統治から管理へ、遭遇から連帯へ』（田辺明生・竹沢泰子・成田龍一編）、京都大学学術出版会、2020.
5. Trans-Pacific Minor Visions in Japanese Diasporic Art (Special issue). Asian Diasporic Visual Cultures and the Americas (ADVA), 6:1 (Yasuko Takezawa & Laura Kina) , 2020.
6. 『人文学報 特集：人種主義・反人種主義の越境と転換』(竹沢泰子、ジャン＝フレデリック・ショブ編)、京都大学人文科学研究所、2019。
7. シリーズ『人種神話を解体する』（編集責任 竹沢泰子）東京大学出版会、2016。
8. 同上 第1巻『 (In)Visibility：可視性と不可視性のはざまで』（斉藤綾子・竹沢泰子編）
9. 同上 第2巻『 Knowledge：科学と社会の知』（坂野徹・竹沢泰子編著）
10. 同上 第3巻『 Hybridity：「血」の政治学を越えて』（川島浩平・竹沢泰子編）
11. Trans-Pacific Japanese American Studies: Conversations on Race and Racializations. (Yasuko Takezawa and Gary Y. Okihiro, eds.) University of Hawai’i Press, 2016.
  1. 同書ペーパーバック版 2020.
12. Racial Representations in Asia (Yasuko Takezawa, ed.) Kyoto University Press, 2011.
13. 『移民研究と多文化共生』 （日本移民学会編 編集長）御茶の水書房、2011.
14. 『人種の表象と社会的リアリティ』（竹沢泰子編）岩波書店、2009。
15. 『人種概念の普遍性を問う―西洋的パラダイムを超えて』（竹沢泰子編）人文書院、2005.

## 主要雑誌論文ほか[4]
1. Yasuko Takezawa and Stephen Small, “Theorizing People of Mixed Race in the Pacific and the Atlantic,”Social Sciences 11(3), 124; March 2022.
2. “Racialization and Discourses of “Privileges” in the Middle Ages: Jews, “Gypsies”, and Kawaramono, Ethnic and Racial Studies, 43:16: 193-210, 2020.
3. “Trans-Pacific Japanese Diaspora Art: Encountering and Envisioning Minor-Transnationalism“ (Yasuko Takezawa and Laura Kina eds.) Asian Diasporic Visual Cultures and the Americas, July 2020.
4. Major- and Minor-Transnationalism in Yoko Inoue’s Art: Power Dynamics and Practices of Co- production. Special issue: Trans-Pacific Minor Visions in Japanese Diasporic Art. Asian Diasporic Visual Cultures and the Americas (ADVA); 6:1, 2020.
5. 「明治期の地理教科書にみる人種・種・民族」、『人文学報』、第114号、205-238頁。2019年。
6. “Translating and Transforming ‘Race’: Early Meiji Period Textbooks,” Japanese Studies 35 (1), Special Issue: Rethinking Race and Racism in Japan, 2015.
7. “DVD『人種主義の歴史（原題：Racism-A History）』全3巻 BBC（日本語字幕版監修：竹沢泰子）丸善出版株式会社、2015（原版2007）
8. “Human Genetic Research, Race, Ethnicity and the Labeling of Populations: Recommendations based on an interdisciplinary workshop in Japan”
 (Yasuko Takezawa, Kazuto Kato, Hiroki Oota, Timothy Caulfield et al.) BMC Medical Ethics, 2014. Highly Accessed”に認定

## メディアでの紹介および発信[5]
1. 「人種も社会的に作られた　分類したがる私たちは差別をなくせるのか」2023年1月4日、朝日新聞
2. 「『人種』は見えるものか」2022年3月8日、朝日新聞
3. 「そこが聞きたい　米黒人暴行死の背景　旧居住区政策、格差なお」2020年7月7日、毎日新聞
4. 「肌の色で生死分ける米の構造」2020年6月、朝日新聞（京都紙面6月18日、東京紙面6月24日）
5. 「クローズアップ現代『“Nisei”たちの戦争 ～日系人部隊の記録～』」2015年5月13日放送、NHK総合、ゲスト出演

## ブラック・ライヴズ・マターに関する発信[6]
1. 「パンデミックが変える世界～ブラック・ライブズ・マターの衝撃～」2020年8月22日放送、NHK ＥＴＶ特集。協力者として記載されました。[7]
2. 「そこが聞きたい 米黒人暴行死の背景 旧居住区政策、格差なお」 2020年7月7日、『毎日新聞』[8]
3. 京都大学人文科学研究所、慶應義塾アメリカ学会主催、『緊急リレートーク：ブラック・ライブズ・マター運動の背景と課題』 2020年6月21日、Zoom ウェビナー（YouTube動画付き）[9]
4. 『 警察による黒人の暴行死と「黒人の命を粗末にするな」運動を考える』 2020年6月18日（YouTube動画付き）[10]
5. 『「ブラック・ライブズ・マター」肌の色が生死分けるアメリカの構造』 2020年6月18日／28日、『朝日新聞』、『好書好日』（オンライン）[8]
6. NHKオンライン「Black Lives Matterが意味するもの」 で引用されました。[11]